# Attraversamento pedonale

Segnale di attraversamento pedonale

Un attraversamento pedonale (anche chiamato strisce pedonali o zebre) è una parte della carreggiata di una strada dedicata al transito dei pedoni da un lato all'altro lato della carreggiata stessa (generalmente per raggiungere il marciapiede sul lato opposto).

## Funzione
Il loro scopo è quello di "raggruppare" i pedoni in luoghi ben riconoscibili da parte del guidatore, il quale deve sempre dare la precedenza a coloro si trovino a transitare in dette aree della carreggiata stradale. Tutto ciò per aumentare la sicurezza stradale sia della persona a piedi sia per colui che viaggia su un veicolo.
Generalmente gli attraversamenti pedonali sono situati presso gli incroci, a non meno di 5 metri da essi (Art 145, comma 3, del Regolamento di Attuazione del nuovo Codice della Strada) ma anche in qualsiasi altro luogo di una strada che risulterebbe difficile da attraversare per il pedone senza di essi.
Gli attraversamenti pedonali possono essere considerati anche un sistema per far ridurre la velocità ai veicoli qualora questi fossero rialzati e fungano da dosso artificiale.

## Tipologie di attraversamenti
Gli attraversamenti possono essere:

Diversi tipi di strisce pedonali

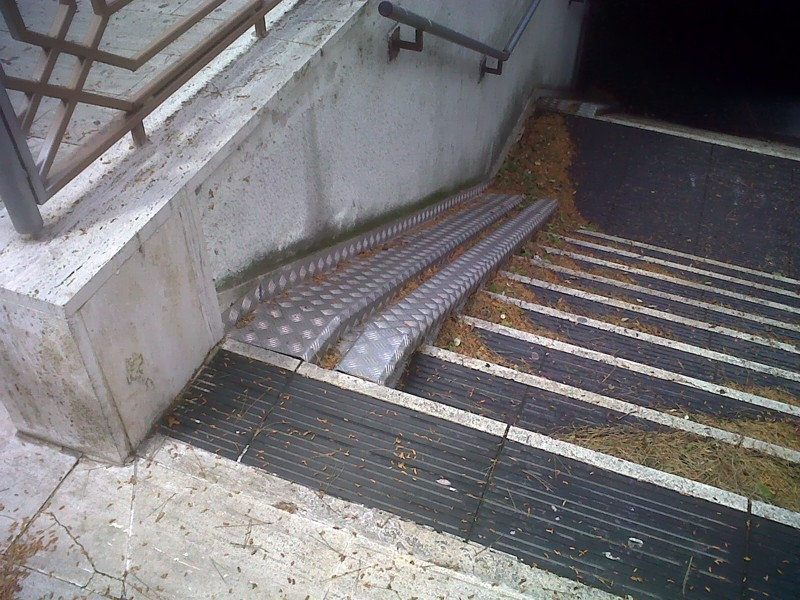
Sottopassaggio pedonale munito di guida per il transito della bicicletta a mano

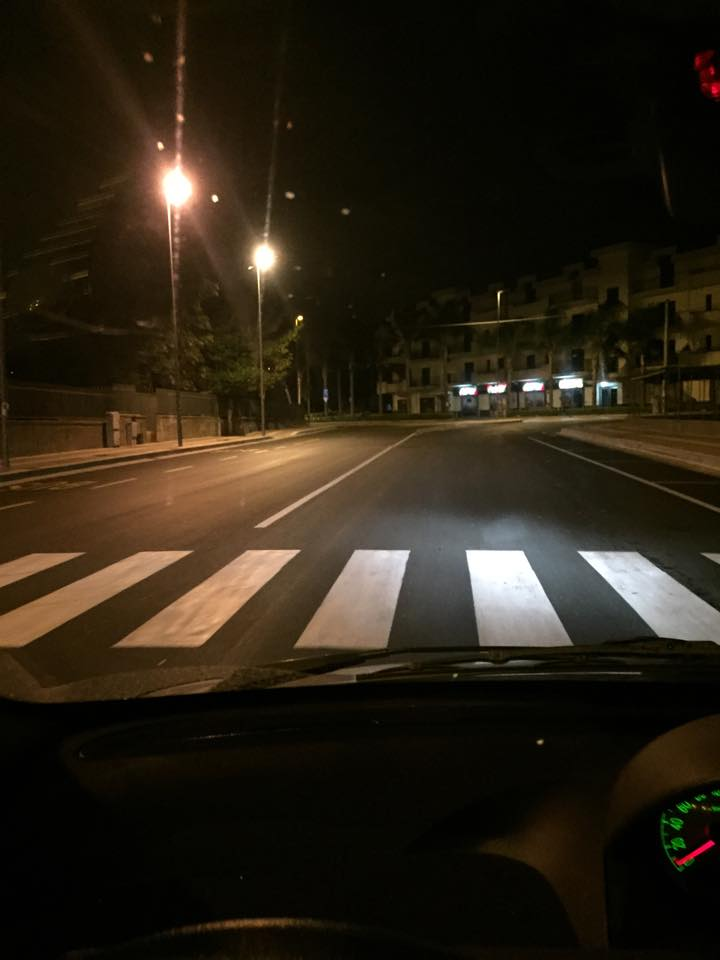
Attraversamento pedonale a Castellammare di Stabia

- semplici "strisce" di colore bianco disegnate sull'asfalto;
- strisce bianche disegnate sull'asfalto il cui sfondo è colorato di un colore più visibile (generalmente rosso o verde) ed eventualmente lo sfondo funge anche da freccia per segnalare dove guardare prima di attraversare;
- strisce pedonali rialzate mediante dossi artificiali, o protette da dossi artificiali;
- strisce pedonali regolate da semaforo;
- sovrappassi e sottopassi.

Evidentemente la scelta del tipo di attraversamento sarà condizionata dalle condizioni medie di traffico veicolare lungo quella strada.
Inoltre per migliorare la visibilità degli attraversamenti possono essere utilizzate lampade che illuminino nelle ore notturne l'attraversamento, nonché luci lampeggianti che avvisino il conducente di veicolo che sopraggiunge, dell'imminenza di un passaggio pedonale.

### Persone con problemi alla vista

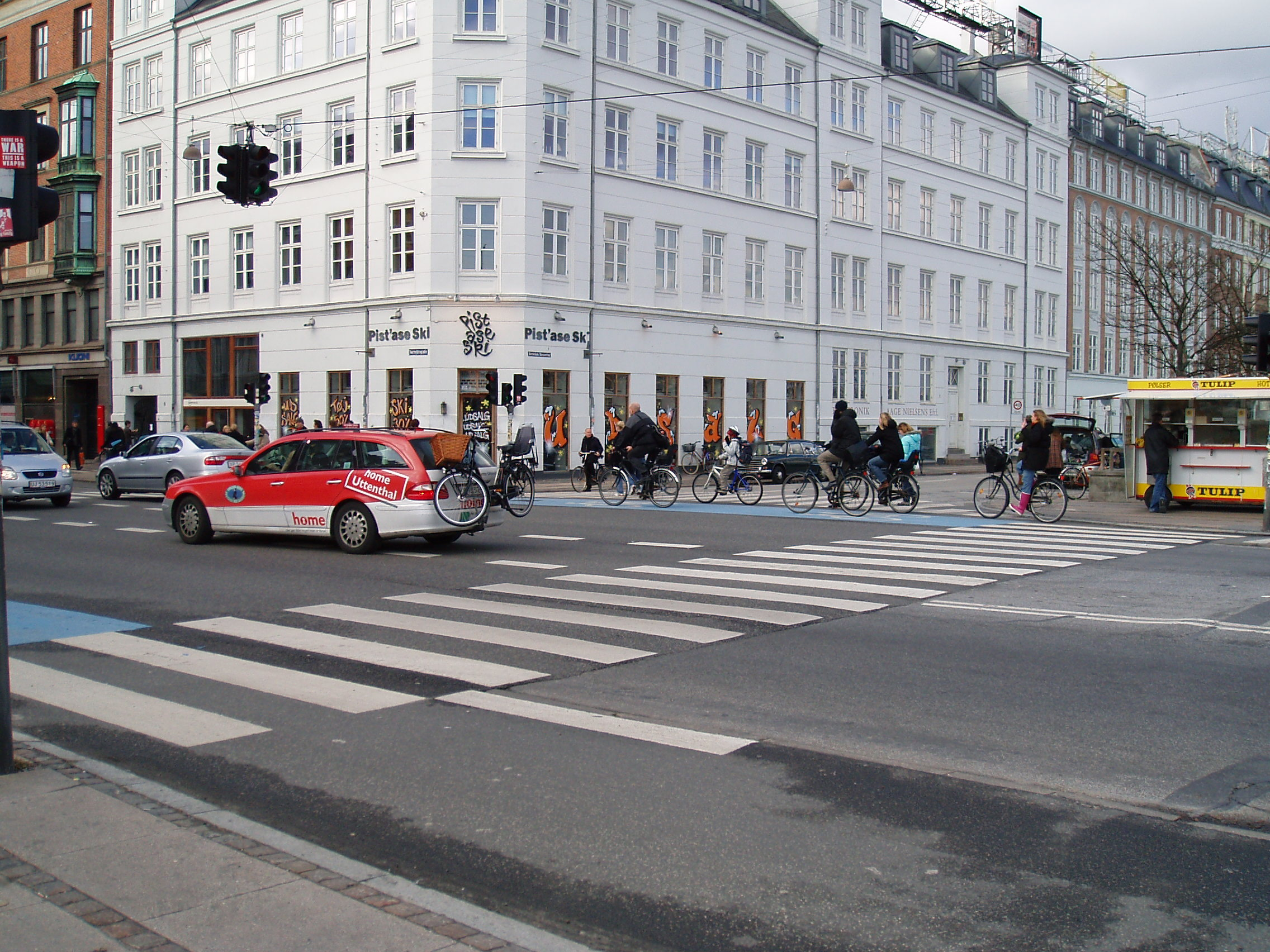
Attraversamento pedonale a Copenaghen

Soprattutto nei maggiori centri urbani, sono stati installati presso i semafori dei centri cittadini, alcuni ausili e strutture che possono facilitare i pedoni con problemi alla vista: trattasi di strumenti sonori che si attivano e producono un suono quando il semaforo è verde per i pedoni; nonché di percorsi tattili che consentono a tali persone di individuare prontamente il semaforo nonché di attraversare la strada in sicurezza.
Questi accorgimenti uniti all'abbattimento delle barriere architettoniche, fanno sì che anche le persone meno abili, possano comunque godere e utilizzare al meglio le città.

### Isole salvagente

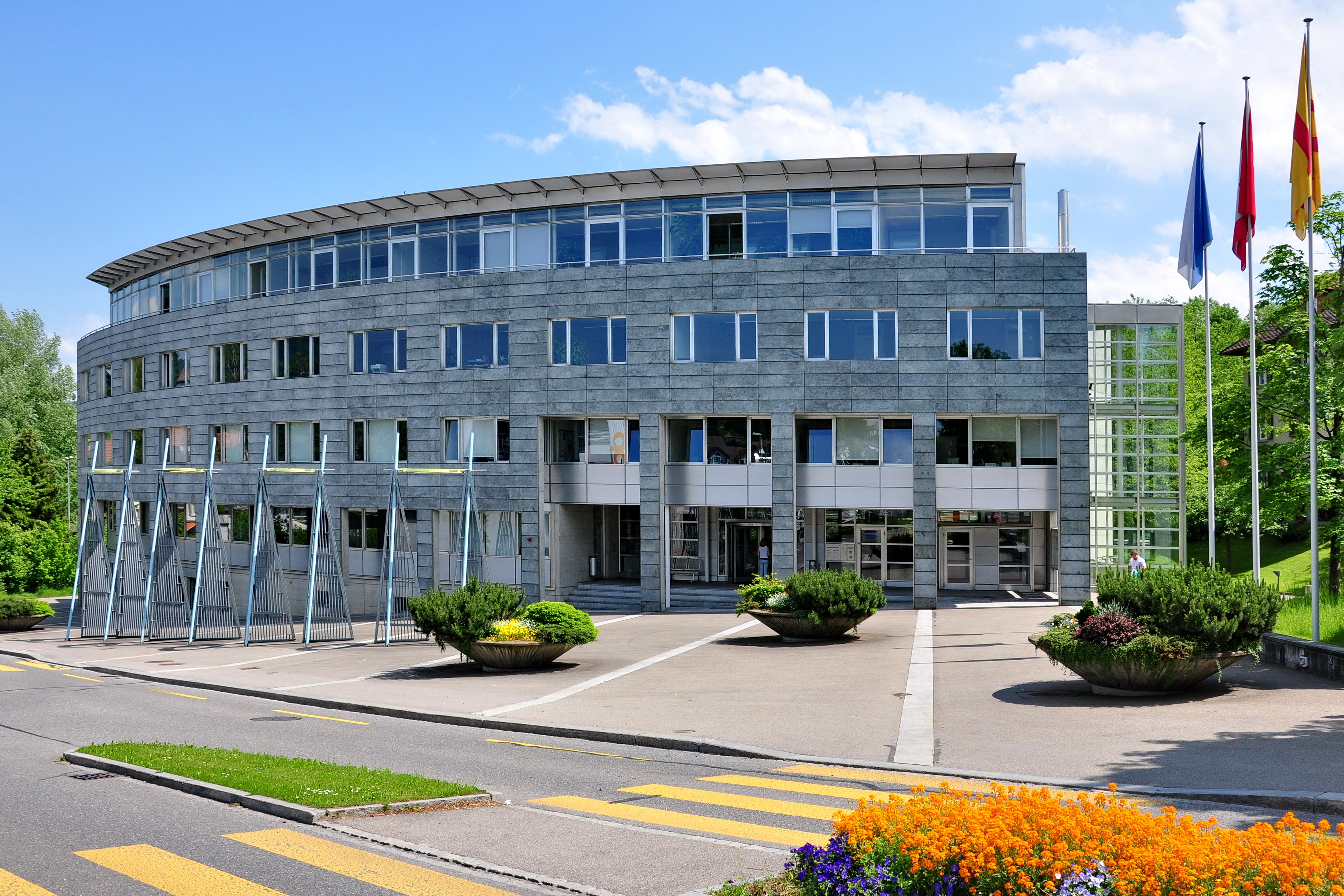
Attraversamento pedonale con isola salvagente nei pressi di Zurigo, Svizzera.

Nelle strade di maggior larghezza e di maggior traffico veicolare, ove non sia possibile o agevole approntare sovrappassi o sottopassi, è possibile realizzare isole salvagente le quali, nel vero senso della parola, consentono al pedone di "salvarsi" qualora dovesse ritardare nell'attraversamento della carreggiata, dandogli la possibilità di effettuare l'attraversamento in due tempi.
Le isole consentono, inoltre, di spezzare l'attraversamento in due fasi distinte concentrando di volta in volta l'attenzione del pedone in una sola direzione di provenienza dei veicoli. Il suo pavimento è rialzato rispetto alla strada.

### Attraversamento diagonale

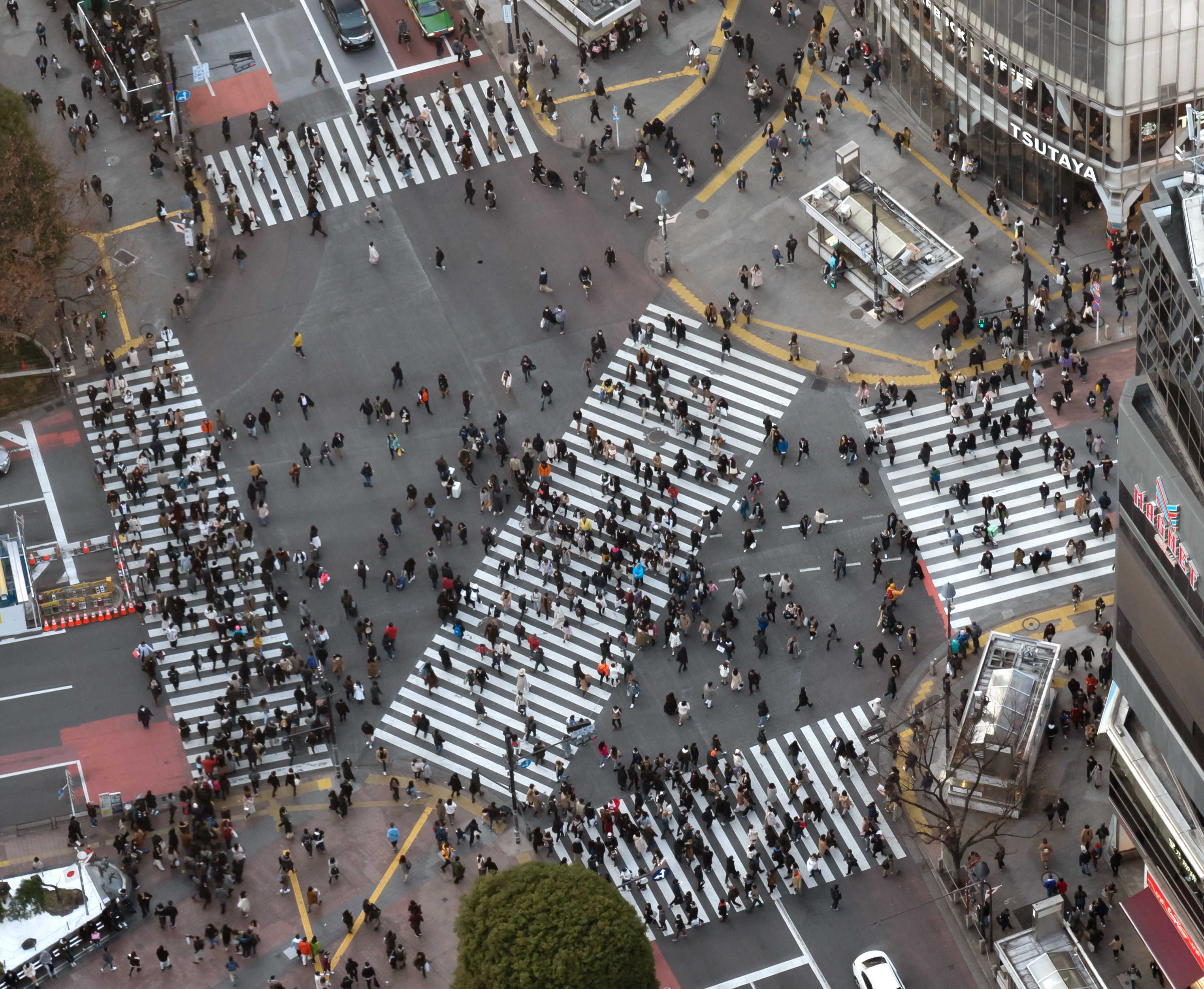
Attraversamento diagonale all’incrocio di Shibuya a Tokyo

In un tipico quadrivio, si può realizzare un attraversamento pedonale diagonale solo in caso di contemporaneo rosso semaforico veicolare in tutte le direzioni (anche detto verde contemporaneo, alludendo al segnale pedonale), cioè a traffico veicolare completamente inibito.
Questo viene realizzato da anni in diverse metropoli straniere e recentemente anche in Italia (ad esempio a Bologna a partire da un paio di incroci nel 2025).

## Legislazione

### Italia
In Italia gli attraversamenti pedonali sono normati dal codice della strada.
L'articolo 3, comma 1, punto 3 definisce
L'articolo 158, comma 1, lettera g sancisce che
L'articolo 191, comma 4, prevede per la mancata precedenza al pedone
Fino al 1992, gli attraversamenti pedonali regolati da agenti o semafori potevano essere di tipo dashed, cioè evidenziati da due strisce discontinue parallele tra loro e trasversali rispetto alla direzione dei veicoli, ma questa tipologia non è più prevista dal nuovo codice della strada.

### Francia
In Francia i pedoni possono attraversare la strada in qualsiasi punto senza l'obbligo di dover utilizzare gli attraversamenti pedonali.